# Takeshita Isamu

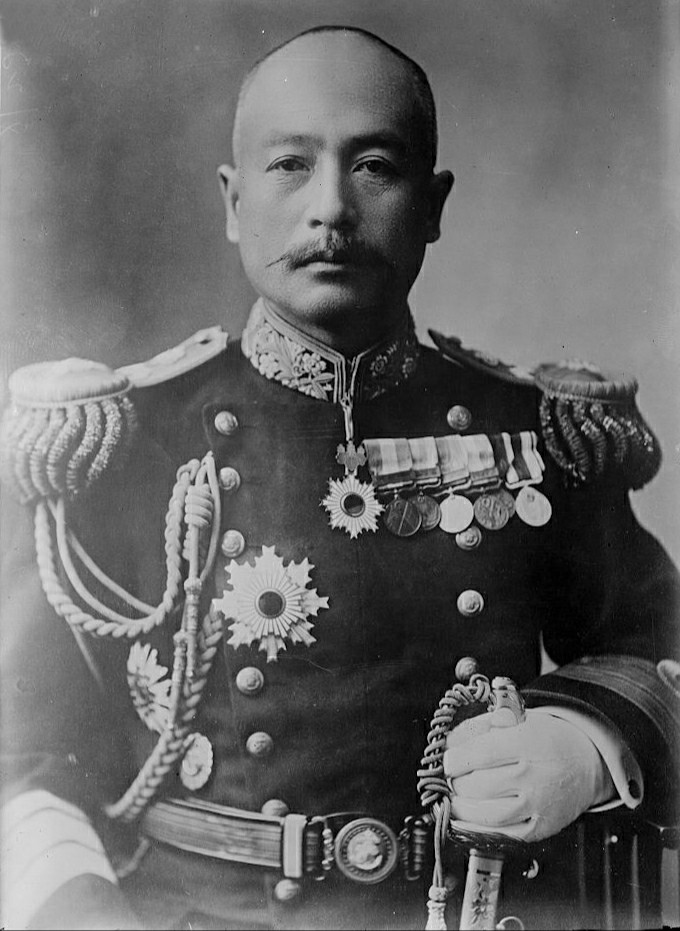
Takeshita Isamu

Takeshita Isamu (japanisch 竹下 勇; * 4. Dezember 1869 in der Präfektur Kagoshima; † 1. Juli 1946) war ein japanischer Seeoffizier und zuletzt Admiral der Kaiserlichen Marine, der unter anderem zwischen 1918 und 1920 stellvertretender Chef des Admiralstabes, von 1922 bis 1924 Oberbefehlshaber der 1. Flotte und der Kombinierten Flotte war.

## Leben

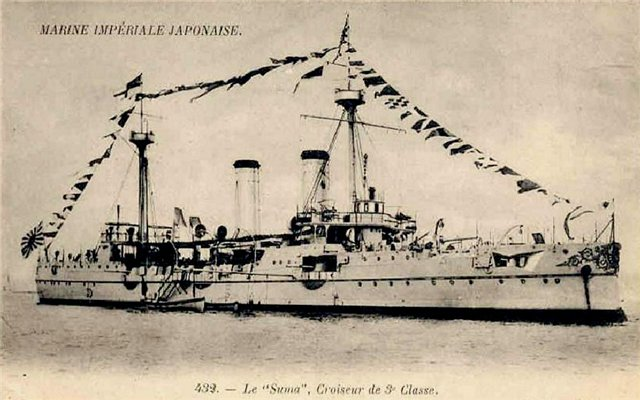
Als Kapitän zur See war Takeshita 1907 Kommandant des Geschützten Kreuzers Suma.

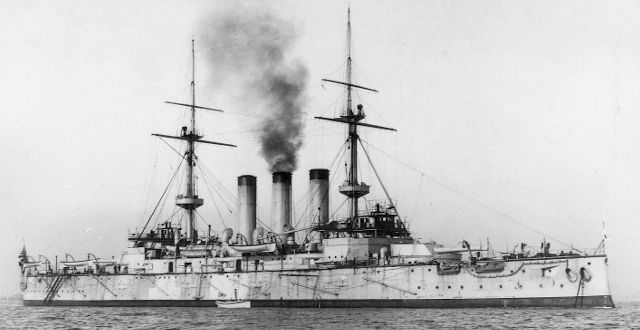
1912 war er zudem Kommandant des Einheitslinienschiffs Shikishima.

Takeshita Isamu begann nach dem Schulbesuch eine Ausbildung zum Seeoffizier an der Marineakademie (Kaigun Heigakkō) und wurde nach deren Abschluss am 20. April 1889 in die Kaiserlich Japanische Marine übernommen. In der Folgezeit fand er verschiedene Verwendungen als Seeoffizier und schloss zudem am 19. Dezember 1898 als Absolvent des ersten Lehrgangs die Marinehochschule (Kaigun Daigakkō) ab. Er war vom 1. Oktober 1902 bis zum 7. Januar 1906 Marineattaché an der Botschaft in den Vereinigten Staaten und wurde am 26. September 1903 in dieser Verwendung zum Fregattenkapitän befördert. Nach seiner Rückkehr war er im Admiralstab (Gunrei-bu), als Erster Offizier des Panzerkreuzers Iwate sowie im Stab der 2. Flotte tätig. Nach seiner Beförderung zum Kapitän zur See war er vom 29. September bis zum 27. Dezember 1927 Chef des Stabes der 2. Flotte und fungierte daraufhin als Kommandant des Geschützten Kreuzers Suma (27. Dezember 1907 bis 10. Dezember 1908), des Panzerkreuzers Kasuga (10. Dezember 1908 bis 10. Juli 1909) sowie Kommandant des Panzerkreuzers Izumo (10. Juli 1909 bis 9. April 1910). Am 9. April 1910 wurde er zum Admiralstab versetzt und war dort vom 23. Mai 1910 bis zum 9. Juli 1912 Leiter der für Kommunikation zuständigen 4. Abteilung. Im Anschluss war er zunächst Kommandant des Panzerkreuzers Tsukuba (9. Juli bis 12. September 1912) sowie Kommandant des Einheitslinienschiffs Shikishima (12. September bis 1. Dezember 1912).
Daraufhin war Takeshita vom 1. Dezember 1912 bis zum 1. Dezember 1913 Chef des Stabes der 1. Flotte und wurde in dieser Verwendung am  24. Mai 1913 zum Konteradmiral befördert. In der Folgezeit war er zwischen dem 1. Dezember 1913 und dem 10. August 1915 erneut Leiter der 4. Abteilung sowie im Anschluss vom 10. August 1915 bis zum 1. Dezember 1916 Leiter der für Operationsführung verantwortlichen 1. Abteilung des Admiralstabes. Während seiner Tätigkeit im Admiralstab unterrichtete er zudem als Instrukteur an der Marinehochschule. Nachdem er zwischen dem 1. Dezember 1916 und dem 30. Mai 1917 Kommodore des 2. Geschwaders war, war er zwischen dem 30. Mai bis zum 12. Dezember 1917 Mitglied des Admiralitätsausschusses (Kaigun Shokan Kaigi) und zugleich dem Stab des Admiralstabes zugeordnet.
In dieser Funktion wurde Takeshita Isamu am 1. Juni 1917 zum Vizeadmiral befördert und vom 12. Dezember 1917 bis zum 13. Juni 1918 Oberbefehlshaber der 1. Spezialeinsatztruppe. Danach wurde er am 13. Juni 1918 Nachfolger von Vizeadmiral Yamaya Tanin stellvertretender Chef des Admiralstabes und hatte diese Funktion bis zu seiner Ablösung durch Vizeadmiral Abo Kiyokazu am 13. September 1920 inne. Er zudem wieder Mitglied des Admiralitätsausschusses und war zwischen dem 13. September 1920 und dem 10. Mai 1922 Marinevertreter beim Völkerbund.
Als Nachfolger von Admiral Tochinai Sojirō übernahm Takeshita am 27. Juli 1922 den Posten als Oberbefehlshaber der 1. Flotte (Dai-ichi Kantai) und verblieb auf diesem bis zu seiner Ablösung durch Vizeadmiral Suzuki Kantarō am 27. Januar 1924. In dieser Verwendung war er zwischen dem 1. Dezember 1922 und dem 27. Januar 1924 in Personalunion auch Oberbefehlshaber der Kombinierten Flotte (Rengō Kantai) und wurde am 3. August 1923 auch zum Admiral befördert. Daraufhin war er als Nachfolger von Vizeadmiral Suzuki Kantarō vom 27. Januar 1924 bis zu seiner Ablösung durch Vizeadmiral Abo Kiyokazu am 15. April 1925 Oberbefehlshaber des Marinebezirks Kure sowie zuletzt noch zwischen dem 15. April 1925 und dem 11. November 1929 Mitglied des Marinerates, ein Gremium der Kaiserlichen Marine, dem neben dem Marineminister, dem Chef des Admiralstabes und lebenden Flottenadmirälen weitere Marineräte als Mitglied angehörten. Daraufhin wurde er zunächst in die Reserve sowie am 4. Dezember 1934 in die Ersatzreserve versetzt, ehe er am 4. Dezember 1939 in den Ruhestand trat.

## Hintergrundliteratur
- Minoru Nomura: The Japanese Navy in History, 1980.
- Joe Sanematsu: Killing the Navy, Book Publisher 1982
- Kiyoshi Ikeda: The Navy and Japan, Chuko Shinsho 1987